# Liste in Konstantinopel 1204 erbeuteter Werke

Pala d’Oro, oberste Reihe: Beutekunst von 1204 (San Marco, Venedig). Das Werk wurde mindestens an einer Stelle überarbeitet. Der Doge Ordelaffo Falier befindet sich unten in der Mitte unterhalb des Pantokrators. Das heutige Bild des Dogen, so eine Annahme, habe ursprünglich Kaiser Johannes Komnenos dargestellt. Dagegen spricht allerdings, dass der beigefügte Name keinerlei Überarbeitungsspuren aufweist, der Doge zudem nicht die sonst üblichen, kaiserlichen roten Schuhe trägt, sondern schwarze. Ersetzt wurde allerdings zum einen der Kopf, der erkennbar zu klein ist, zum anderen der Nimbus. Diese Überarbeitung könnte 1209 stattgefunden haben, um dem Dogen ein kaiserliches Erscheinungsbild zu geben. Dies würde in die Überarbeitung der venezianischen Geschichte im Gefolge des Vierten Kreuzzugs passen.

Die Liste in Konstantinopel 1204 erbeuteter Werke erfasst Objekte, die 1204 von Teilnehmern des Vierten Kreuzzugs nach der Eroberung von Konstantinopel entwendet wurden, ihre ursprüngliche Verwendung und ihre Verwendung am neuen Aufbewahrungsort.
Mit erfasst wurden bedeutende in Konstantinopel geraubte Reliquien, deren byzantinisches Behältnis nicht erhalten ist (streng genommen also keine Kunst). Diese stellten für die Zeitgenossen sehr hohe Werte dar, wie man beispielsweise an der Dornenkronen-Reliquie in Paris sehen kann.
Die Plünderung dauerte vom 13. bis zum 16. April 1204.

„Sie raubten die wertvollsten Gefäße und Behältnisse der Heiligen, zerbrachen sie und steckten sie in ihre Taschen oder stellten sie als Brotkörbe und Trinkbecher auf ihre eigenen Tische.“

## Republik Venedig
Die Aufteilung des Beuteguts sicherte einen großen Anteil für die Republik Venedig, während der Rest auf verschiedene Akteure verteilt wurde.

### Domschatz und Kirchenausstattung von San Marco

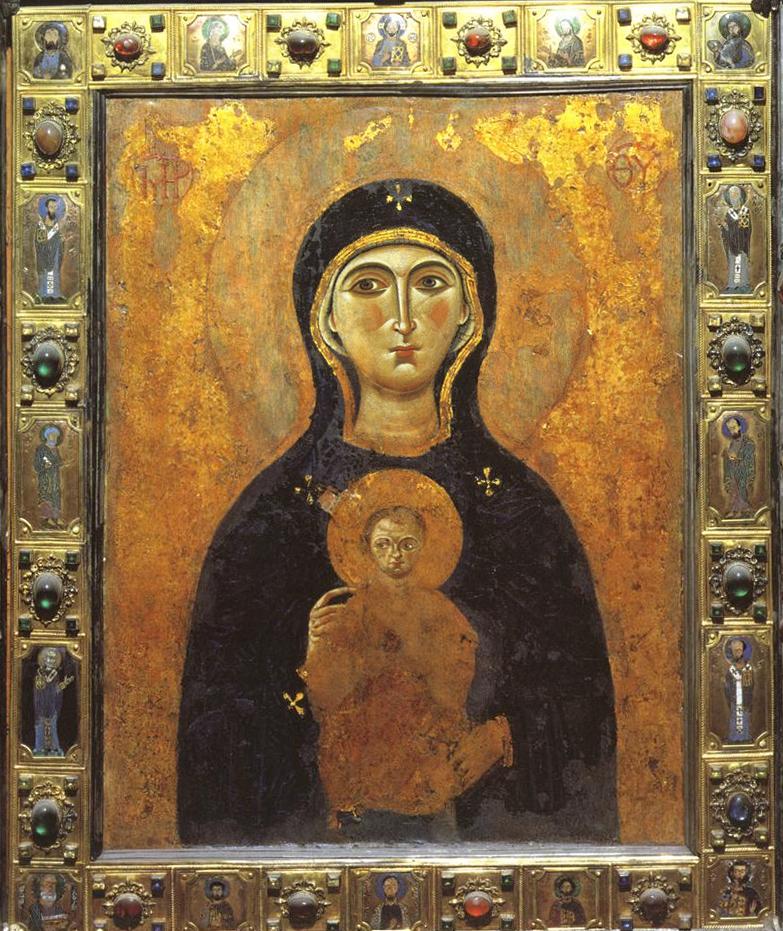
Madonna Nicopeia (San Marco, Venedig)

Der Domschatz (Tesoro) von San Marco beherbergt eine große Zahl von byzantinischen Kunstwerken. Allgemein nimmt man an, dass die meisten von ihnen entweder 1204 bei der Plünderung an Venedig fielen oder in den folgenden Jahren der Lateinerherrschaft über Konstantinopel (bis 1261) der venezianischen Sammlung hinzugefügt wurden. Die Provenienz der Einzelstücke ist kaum zu klären. Der Doge Enrico Dandolo sandte vier Hauptreliquien nach Venedig: ein Stück des Wahren Kreuzes, das angeblich Kaiser Konstantin gehört hatte, eine Heilig-Blut-Reliquie, sowie Reliquien Johannes des Täufers und des Heiligen Georg. Auffälligerweise nennen die Quellen aber insgesamt nur fünf Reliquien, die 1204 aus Konstantinopel nach Venedig gelangt seien, was bei der Menge der sakralen und profanen Beutestücke wenig ist. Besonders zahlreich sind Kelche (siehe dazu das Zitat von Choniates).
- Madonna Nicopeia. Eine Ikone der siegbringenden Gottesmutter wurde dem byzantinischen Heer vor der Schlacht vorangetragen; im 16. Jahrhundert identifizierte Giovanni Ramusio diese 1204 nach Venedig verbrachte Ikone mit dem byzantinischen Palladium.[4][5] Ganz sicher ist dies wegen des zeitlichen Abstands nicht. Die als wundertätig geltende Ikone der Madonna Nicopeia ist 48 cm hoch und befindet sich heute in einer Kapelle des linken Querschiffs von San Marco.
- Aufsatz des Altarretabels Pala d’Oro im Markusdom. In den Altaraufsatz wurden sieben Tafeln aus der Beute von 1204 integriert. Sechs davon sind Feiertagsikonen aus Email, in einem Vierpass in der Mitte ist der Erzengel Michael dargestellt. Die Venezianer hatten die Ikonen vom Templon einer Kirche geraubt, wie die Abmessungen der Objekte zeigen.[6] Diese Ikonen sollen aus einer der drei Kirchen des Pantokratorklosters stammen.[7] Als solche wurden sie von einem griechischen Besucher später identifiziert; dagegen spricht, dass die Altarschranken des Pantokrator-Klosters aus Marmor waren und ein Materialmix mit Email unüblich war.[6] Sylvester Syropoulos, Chronist des Konzils von Ferrara, betrachtete im Jahr 1438 die Pala d’Oro und schrieb darüber: „Alle diese Dinge wurden nach St. Markus gebracht von Konstantinopel, gemäß dem Gesetz des Plünderns, das heißt, sie kamen hierher als Kriegsbeute, also dann als, ach, Konstantinopel in die Hände der Lateiner fiel.“[8] Die Pala d’Oro insgesamt ist jedoch kein Beutestück von 1204, sondern eine Komposition byzantinischer Kunstwerke, die auf unterschiedliche Weise in venezianischen Besitz gelangt waren.
- Ikone des stehenden Erzengels Michael, im Domschatz (Inv. Nr. 16). Gilt als Stück aus dem Beutegut von 1204.[9] Der Engel ist als Relief dargestellt. Material: Silber, Email, Steine, Holz; Höhe: 46 cm.[10]
- Silbernes Weihrauchgefäß, im Domschatz (Inv. Nr. 109).[11] Es ist 36 cm hoch und stellt ein Gebäude mit Kuppeldach in Miniaturformat dar. Darin war den Inventaren des Domschatzes zufolge um 1300 die Heilig-Blut-Reliquie (Fatimidische Ampulle aus Bergkristall mit venezianischer Goldfassung, Inv. Nr. 63[12]) untergebracht.[13] Als Reliquienbehältnis wurde das Gebäude oft als Miniaturkirche interpretiert, zumal von den Venezianern; ursprünglich könnte es sich aber um einen Gartenkiosk gehandelt haben, eine byzantinische Gebäudeform, die aus der Literatur bekannt ist.[14] Die Kreuze auf den Kuppeldächern sind spätere Hinzufügungen.
- Kreuzreliquiar der Kaiserin Irene Dukaina, im Domschatz (Inv. Nr. 57).[15] Dieses schlichte Kreuz war in Byzanz eine besonders verehrte Reliquie, die in einer Staurothek mit den Reliefs Konstantins und Helenas aufbewahrt wurde.[16]
- Purpurfarbene Glasvase mit mythologischen Szenen, im Domschatz (Inv. Nr. 83). Gilt als Stück aus dem Beutegut von 1204.[17] Die Vase hat zwei geschwungene silberne Griffe und ist 17 cm hoch.[18] Auf der Vase sind, rosé vor purpurnem Hintergrund, sieben Medaillons mit unverbundenen Szenen der antiken Mythologie zu sehen: Mars Gradius, Dionysos, Polydektes, Hermes?, Ajax?, Herakles und ein römischer Augur. Die Vase galt zunächst als antikes Stück, wurde aber später als Kunstwerk der Makedonischen Renaissance erkannt. Ein Argument dafür sind Ornamente in pseudo-kufischer Schrift.

### Architektur von San Marco

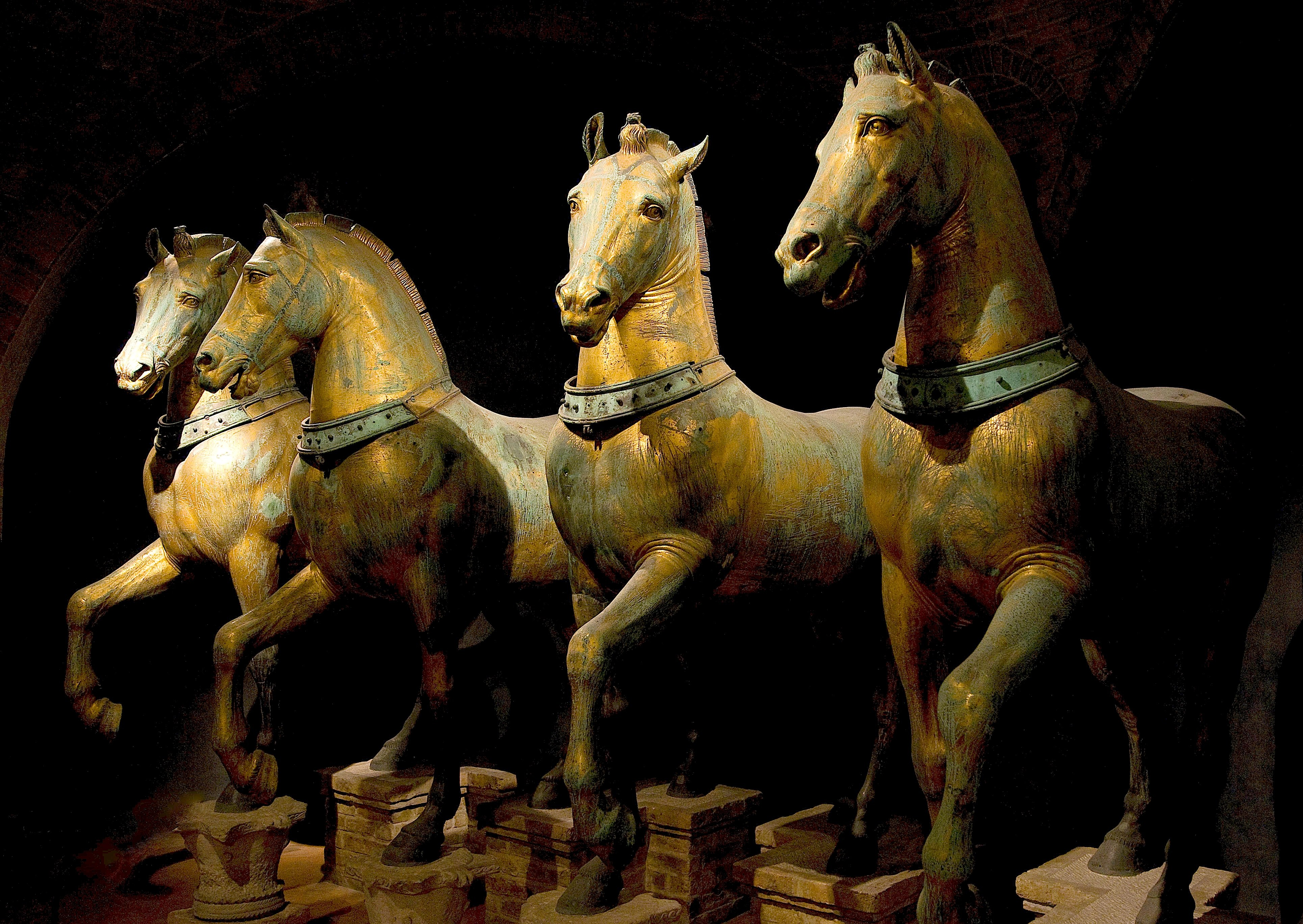
Quadriga aus dem Hippodrom von Konstantinopel (San Marco, Venedig)

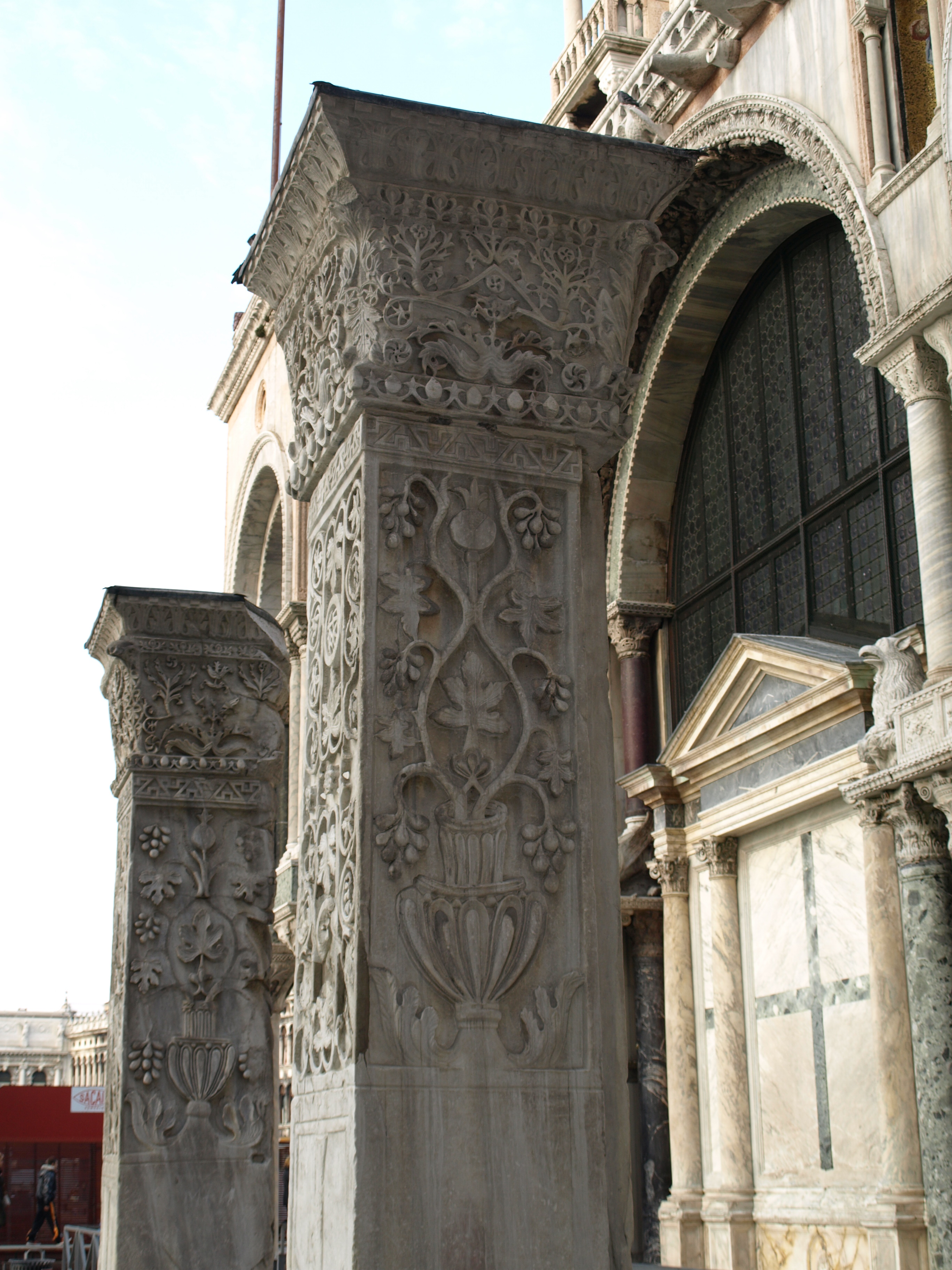
Pilastri Acritani (San Marco, Venedig)

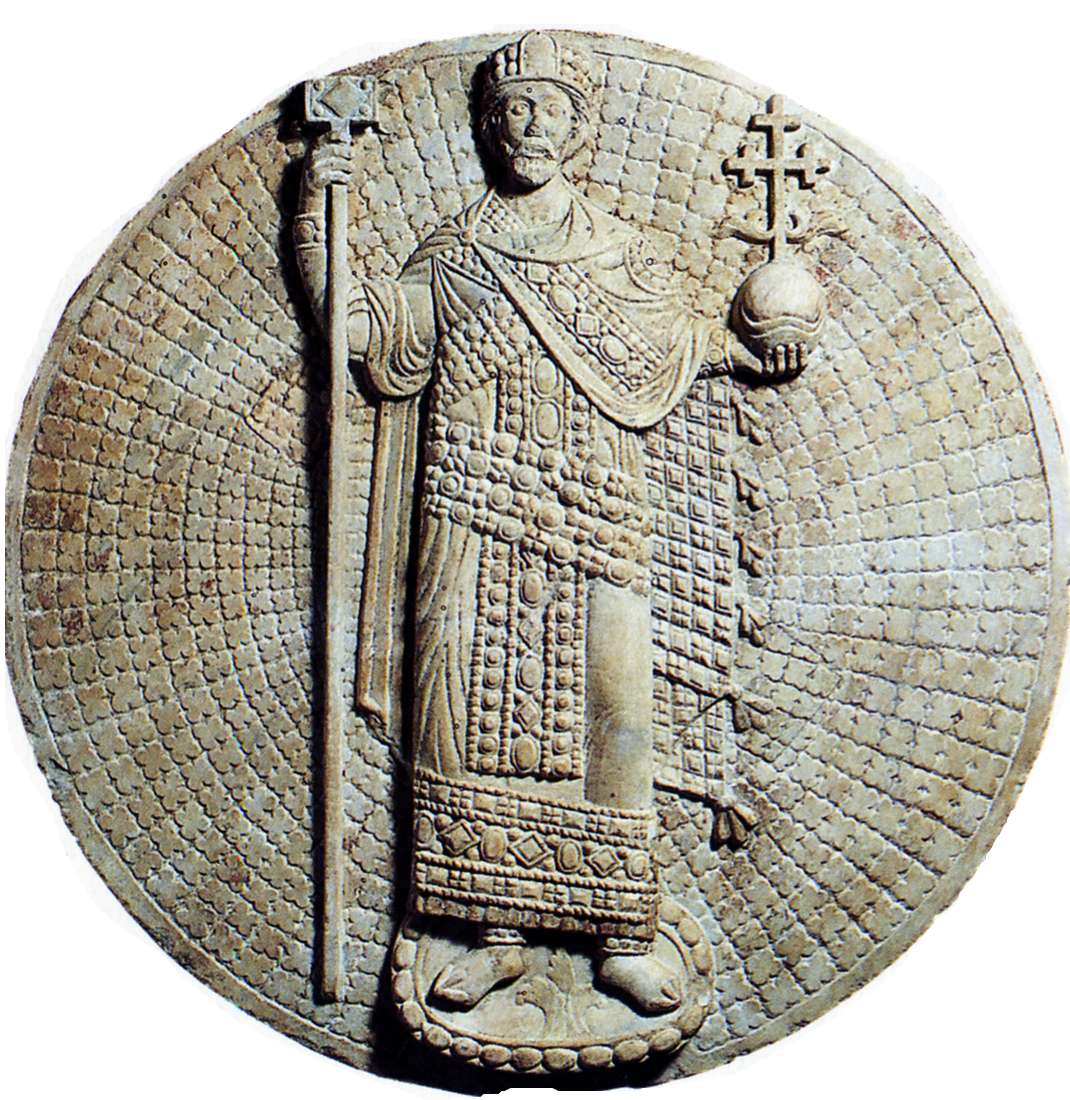
Tondo mit Kaiserdarstellung (Dumbarton Oaks)

In die Fassade des Markusdoms wurden etliche byzantinische Spolien integriert. Doch ist meist nicht nachweisbar, ob dieser Bauschmuck tatsächlich 1204 aus Konstantinopel abtransportiert wurde. Es gibt keine zeitgenössische venezianische Dokumentation darüber. Das verkürzt die folgende Liste.
- Pferde von San Marco. Diese Quadriga (Bronzeguss, 2./3. Jahrhundert n. Chr.) schmückte wahrscheinlich ursprünglich das Hippodrom von Konstantinopel. Bis 1977 waren die Bronzepferde auf der Loggia des Markusdomes ausgestellt, sind seitdem durch Kopien ersetzt; die Originale befinden sich in der Schatzkammer des Markusdomes.
- Sogenannter Carmagnola, Kopf einer oströmischen Kaiserfigur, Porphyr, 40 cm hoch. Er befindet sich an der Südwestecke der Loggia von San Marco.
- Porphyrgruppe der Tetrarchen (Ägypten, um 300), ursprünglich zwei Teile von zwei je 7 Meter hohen Porphyrsäulen auf dem Philadelphion, einem öffentlichen Platz in Konstantinopel. Im 13. Jahrhundert wurde die 1,38 Meter hohen Spolien an der Südwestecke des Markusdomes verbaut.[19] Vor dem Abtransport hatten die Venezianer ihren Beuteanteil an der Myrielaion-Kirche zwischengelagert. Hier blieb ein zum Tetrarchen-Relief gehöriger Caesarenfuß zurück. Er wurde 1965 bei Ausgrabungen in Istanbul gefunden.[20]
- Pilastri Acritani, „Pfeiler von Akko“, zwei freistehende Säulen auf dem Markusplatz, vor der Südfassade von San Marco. Sie gehörten ursprünglich zu der Kirche Hagios Polyeuktos. Im Archäologischen Museum Istanbul befinden sich ein entsprechendes Kapitell einer weiteren Säule sowie weiterer Bauschmuck dieser Kirche.

### Sonstige
- Tondo aus aphrodisischem Marmor mit Reliefdarstellung eines byzantinischen Kaisers (Durchmesser 90 cm). Bei der Plünderung Konstantinopels nach Venedig verbracht, von Prinz Karl Friedrich Alexander von Preußen dort erworben und ab 1860 in Schloss Glienicke; heute Dumbarton Oaks, Washington. Die Identifizierung des dargestellten Kaisers ist unsicher; vorgeschlagen wurde Johannes II. Komnenos. Auch die Funktion des Tondo ist nicht klar. Solche Herrscherdarstellungen könnten die Fassade des Kaiserpalastes geschmückt haben und scheinen typisch für die Komnenendynastie gewesen zu sein.[21]
- Fast identischer Marmor-Tondo mit Kaiserdarstellung, als Spolie verbaut in Venedig, Campiello del Angaran.[22]
- Koloss von Barletta. Die 5,10 Meter hohe Bronzestatue stellt wahrscheinlich Kaiser Markian oder Leo I. dar. Eine These über die Aufstellung einer derartigen Figur in Barletta besagt: Sie war Teil des venezianischen Beuteguts; das Schiff sank jedoch, und die Statue gelangte an den Strand von Barletta.[23]

## Kreuzfahrerheer
Alphabetisch nach heutigem Aufbewahrungsort.

### Amalfi (Schatz der Kathedrale)
- Der Apostel Andreas war Schutzpatron der Stadt Konstantinopel; seine Gebeine wurden in der Apostelkirche verehrt. Kardinal Petrus von Capua ließ sie nach der Einnahme Konstantinopels „in Sicherheit bringen“ und am 8. Mai 1208 in die Kathedrale von Amalfi überführen.

### Amiens (Schatz der Kathedrale)
- Kopfreliquiar Johannes des Täufers. Wallon de Sarton, Kanoniker von Picquigny und Teilnehmer des Vierten Kreuzzuges, entdeckte bei der Plünderung Konstantinopels zwei große, schwere Silbergefäße, eines mit dem Kopf Johannes des Täufers, das andere mit dem Kopf des heiligen Georg, beide durch griechische Inschriften entsprechend ausgewiesen. Wallon de Sarton verkaufte die Behältnisse und ließ stattdessen zwei kleinere anfertigen, in welche die Reliquien unmittelbar eingesetzt wurden. So trat er die Heimreise an. Das Kopfreliquiar des Täufers brachte er 1206 nach Amiens, wo es zentrales Heiligtum der neu errichteten Kathedrale wurde; die Georgsreliquie gilt als verschollen.

### Bort-les-Orgues, Corrèze (Kirchenschatz)
- Reliquien der Heiligen Germanos und Remède. Sie kamen am 5. Juli 1210 aus dem Konstantinopel in Bort-les-Orgues an. Die Kirche besitzt bis heute ein Reliquiar des 13. Jahrhunderts, in dem sich die beiden seidenen Reliquienbeutel mit ihren originalen Echtheitszertifikaten befinden.

### Halberstadt (Domschatz Halberstadt)

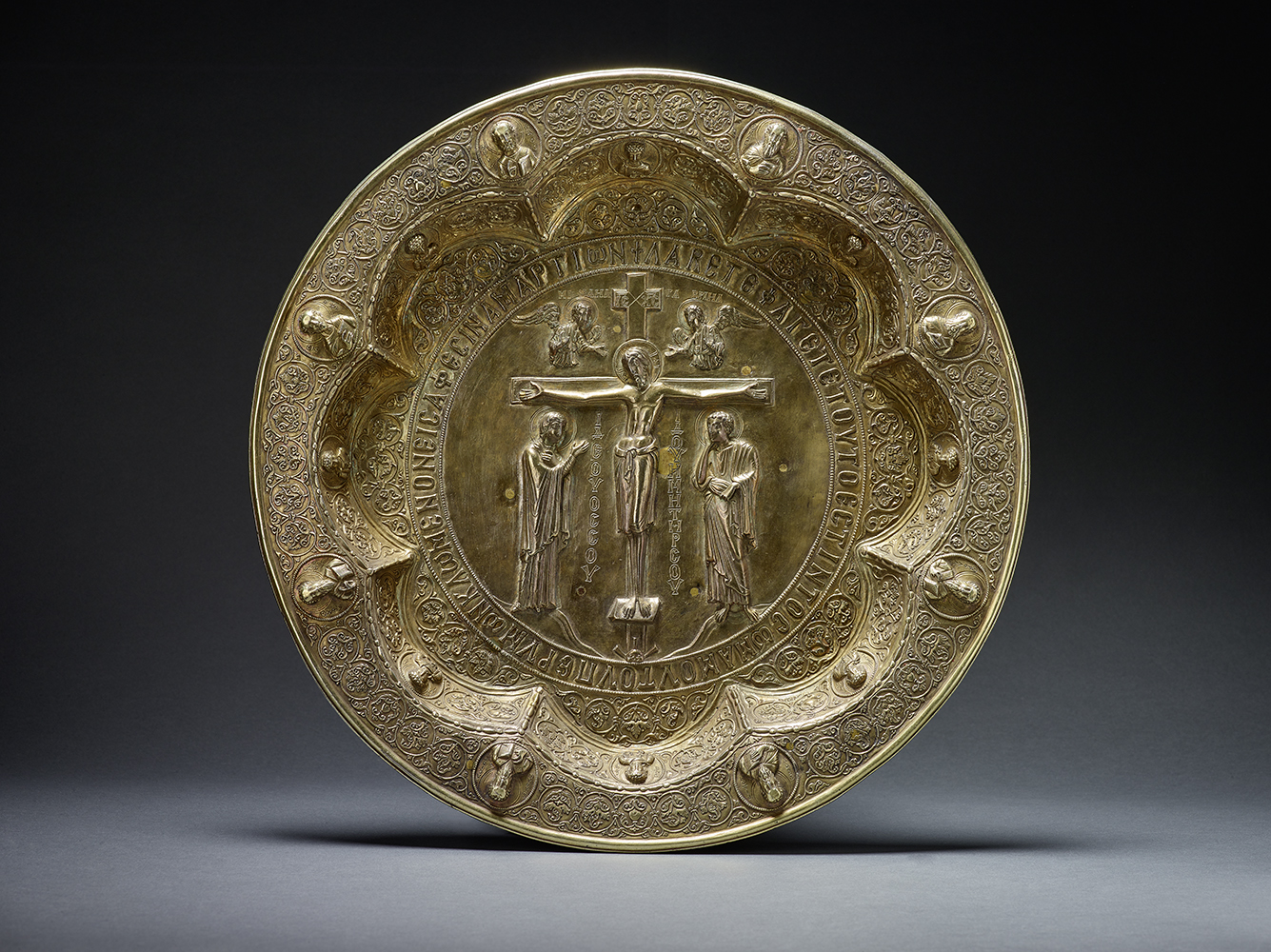
Weihbrotschale, Domschatz Halberstadt

Am 16. August 1205 wurden die von Konrad von Krosigk, dem Bischof von Halberstadt, in Konstantinopel erbeuteten Objekte in einer Art Triumphzug in die Stadt gebracht. Dieses Fest „Adventus Reliquarum“ wurde fortan jährlich begangen. Eine Schenkungsurkunde des Bischofs, datiert 1208, benennt die von ihm mitgebrachten Schätze: über 50 Reliquien, die meisten in kostbaren Fassungen, sieben Gefäße aus Gold und Silber, 21 Tuche, vier Gewänder. Teile dieses Schatzes waren:
- Reliquien im Halberstädter Tafelreliquiar: Das Tafelreliquiar ist ein nach dem Vorbild byzantinischer Staurotheken in Niedersachsen angefertigtes Behältnis, in dem die beschrifteten, von Bischof Konrad mitgebrachten Reliquien hinter Bergkristallscheiben zu sehen sind. Rund 200 Edelsteine, Perlen, Emailplättchen und Gemmen schmücken das Reliquiar; im Mittelpunkt als besondere Kostbarkeit eine Silberplatte, auf der in Niellotechnik eine Kreuzigung dargestellt ist. Dies ist eine byzantinische Arbeit des 7. Jahrhunderts.
- Schädelreliquar des Apostels Jakobus minor mit byzantinischer Fassung: silberne, vergoldete Spangen umfassen den Schädel, der zu seiner Stabilisierung mit einer plastischen Masse ausgefüllt ist. Von den auf den Spangen befindlichen Edelsteinen blieben die Löcher. Von dem Bildnis des Apostels ist nur ein Fragment erhalten (segnende Hand und Schulter).[27]
- Zwei bestickte Tücher aus Seidensamit, die ursprünglich zur Verhüllung von Kelch (Poterokalymma) und Patene (Diskokalymma) während der Eucharistiefeier dienten. Sie gehören zu den ältesten erhaltenen byzantinischen Textilien weltweit[28] und wurden in Halberstadt zu liturgischen Fahnen umgearbeitet, indem man sie auf ein ursprünglich dunkelgrünes italienisches Seidengewebe nähte. Die byzantinischen Tücher haben eine Größe von etwa 50 × 40 cm. Dargestellt ist die Apostelkommunion. Ein umlaufendes griechisches Textband nennt den Stifter dieser kostbaren liturgischen Textilien: Sebastos Alexios Palaiologos, Großvater des späteren Kaisers Michael VIII. Palaiologos.
- Vergoldeter Diskos mit einem Durchmesser von 41,4 cm. Diese Weihbrotschale der orthodoxen Eucharistiefeier ist als Achtpass mit breitem Rand geformt. Im Zentrum ist eine Kreuzigung dargestellt; unter dem Kreuz stehen die Gottesmutter Maria und der Apostel Johannes. Eine umlaufende griechische Inschrift zitiert die Einsetzungsworte Mt 26,26–28 LUT: ΛΑΒΕΤΕ ΦΑΓΕΤΕ ΤΟΥΤΟ ΕCΤΙΝ ΤΟ CΩΜΑ ΜΟΥ ΤΟ ΥΠΕΡ ΥΜΩΝ ΚΛΩΜΕΝΟΝ ΕΙC ΑΦΕCΙΝ AΜΑΡΤΙΩΝ. Die Bögen des Achtpass sind mit einem Weinreben-Ornament gefüllt; in jedem Bogen ist ein Märtyrer als Medaillonbüste dargestellt. Der Rand der Schale, wiederum mit Weinreben-Ornamentik, zeigt Medaillonbüsten von acht orthodoxen Kirchenvätern.[29] Möglicherweise war diese Weihbrotschale das Aufbewahrungsgefäß des authentischen Brotes vom Letzten Abendmahl, welches 1204 von den Lateinern aus der Pharoskirche geraubt wurde; von byzantinischer Seite wurde 1206 der Halberstädter Bischof beschuldigt, daran beteiligt gewesen zu sein.[30] (Das Behältnis beschrieben die Byzantiner als goldenes Geschirr, beschriftet mit den Einsetzungsworten).
- Finger des Heiligen Nikolaus, später in ein Armreliquiar eingebettet (Halberstadt/Quedlinburg, nach 1225).[31]

Die weiteren Werke stammen ebenfalls aus dem byzantinischen Kulturkreis, sind aber nicht als mitgebrachte Objekte Konrad von Krosigks gesichert. Da es auch Halberstädter Bischöfe vor Krosigk gab, die an Kreuzzügen oder Pilgerreisen nach Jerusalem teilnahmen, ist ihre Herkunft ungewiss: 
- Enkolpion mit Darstellung der Heiligen Demetrios und Nestor. Das 5,8 × 3,2 × 1,5 cm große Behältnis aus vergoldetem Silber zeigt auf der Vorderseite den Heiligen Demetrios in Cloisonné-Technik; diese Vorderseite dient zugleich als Tür zum Innenraum des Enkolpion, das eine kleine dreidimensionale Büste des Heiligen Nestor und Aussparungen für eine Blutreliquie sowie Myrrhe des Heiligen Demetrios enthält.[32]
- Zwei weitere kleine Demetrios-Reliquare, byzantinisch, 10./11. Jahrhundert.
- Zwei Elfenbeintafeln, 25,5 cm hoch, je 11 cm breit, Konstantinopel 10. Jahrhundert. Es könnte sich hierbei um Teile einer kleinen Ikonostase handeln.[33]

### Köln (Schatz von St. Pantaleon)
- Kopfreliquie des Heiligen Pantaleon, aus der Plünderung von Konstantinopel 1204, von Heinrich von Ulmen ins Rheinland gebracht und der Kölner Abtei gestiftet, die schon mehrere Reliquien ihres Heiligen besaß.[34]

### Limburg (Domschatz)

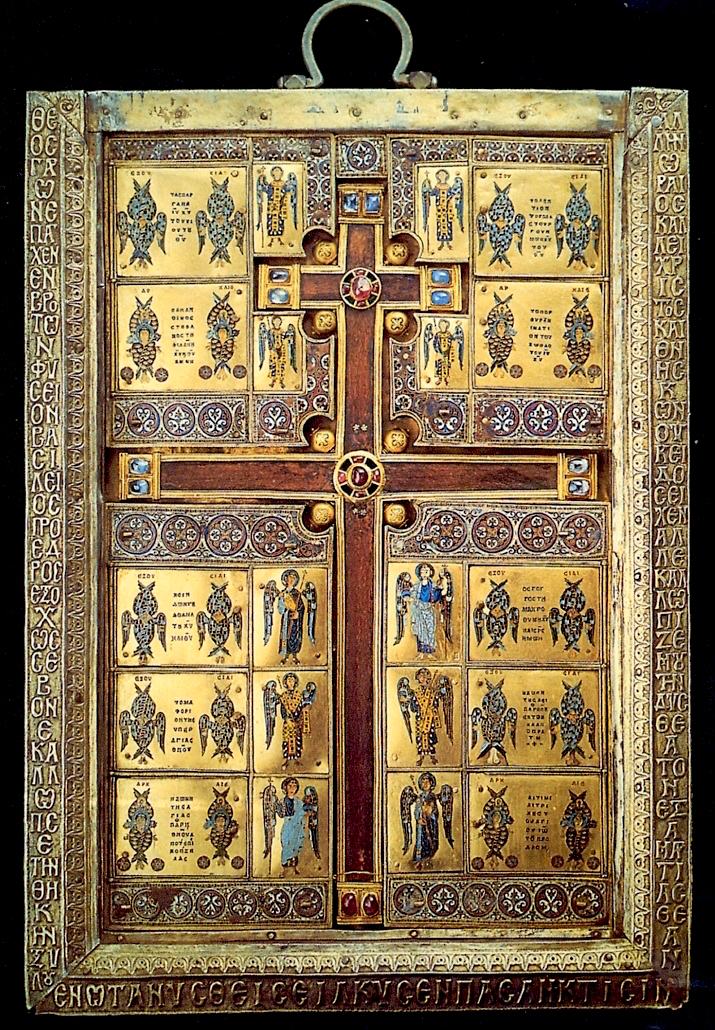
Staurothek, ehemals Kloster Stuben (Limburg)

- Limburger Staurothek. Ursprünglich war sie das Reliquiar des Wahren Kreuzes und befand sich in einer Kapelle im Großen Kaiserpalast. Oben an der Staurothek befindet sich ein Ring. Daran trug sie der kaiserliche Hofkämmerer bei Prozessionen durch die Straßen von Konstantinopel. Die Staurothek gilt als das kostbarste erhaltene Beutestück aus Konstantinopel. 1208 befand sie sich im Besitz Heinrichs von Ulmen. Nun ist schwer vorstellbar, dass ein einfacher Ritter es hätte wagen können, sich einen solchen Schatz einfach anzueignen. Möglicherweise war es so:[34] den Bukoleon-Palast in Konstantinopel nahm Markgraf Bonifatius I. von Montferrat in Besitz und zog sich mit den dort erbeuteten Schätzen (darunter der Staurothek) nach Thessaloniki zurück. Im Jahr 1207 starb er. Die Witwe des Markgrafen und vormalige Kaiserin Margarete von Ungarn beauftragte Heinrich von Ulmen, die Schätze zu König Philipp von Schwaben zu bringen, um diesen zum militärischen Engagement für das von den Bulgaren angegriffene Thessaloniki zu bewegen. Heinrich war zur Jahreswende 1207/08 im Rheinland; aber anstatt König Philipp zu kontaktieren, verteilte er die mitgebrachten Schätze an verschiedene kirchliche Institutionen. Das kostbarste Stück, die Staurothek, schenkte er zusammen mit einem Demetrios-Reliquar dem Kloster Stuben. (Seine Schwester Irmgard war Vorsteherin dieses Klosters.) Von dort gelangte es nach der Säkularisation in den Limburger Domschatz.

### Longpont, Aisne (Kirchenschatz)
- Kopfreliquie des Heiligen Dionysius Areopagita, von Bischof von Soissons, Nivelon de Chérisy, 1204 in Konstantinopel entwendet und der Zisterzienserabtei Notre-Dame in Longpont geschenkt. Sie befand sich in einem wohl byzantinischen Behältnis des 12. Jahrhunderts und wurde mit diesem in ein neu geschaffenes Reliquiar eingesetzt.[35]

### Longpré-les-Corps-Saints, Somme (Kirchenschatz)
- Kleines Reliquiar des Wahren Kreuzes, Silber, teilweise vergoldet. 1205 von Vuibert, Kaplan von Aleame de Fontaine, Herrn von Longpré, aus Konstantinopel mitgebracht.[36] Abweichend heißt es, dass Aleame de Fontaine selbst als Kreuzzugsteilnehmer verschiedene Reliquien, darunter dieses quadratische Behältnis, mitgebracht habe.[37]

### Maastricht (Schatz der Liebfrauenkirche)

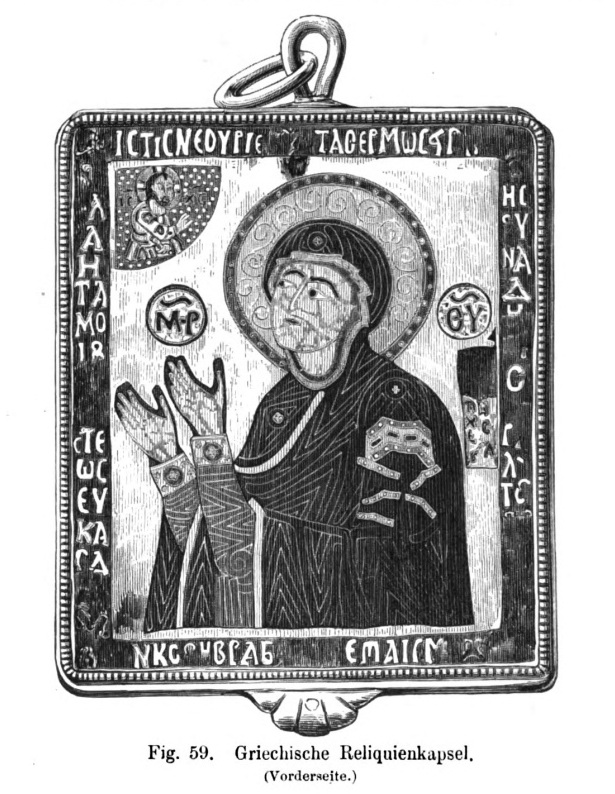
Enkolpion (Maastricht, Schatz der Liebfrauenkirche)

- Enkolpion mit Darstellung der Gottesmutter Hagiosoritissa, Silber, teilweise vergoldet, mit Email-Einlegearbeit. Von einem anonymen Kleriker 1206 aus Konstantinopel mitgebracht.[36]

Nach der Überlieferung erhielt die Liebfrauenkirche durch einen „Abt Martin aus Paris“ Reliquien aus Konstantinopel. Gesine Klintworth konnte zeigen, dass es sich hierbei um eine Verwechslung mit dem Abt Martin von Pairis (im Elsass) handelt, über dessen Sammleraktivitäten in Konstantinopel der Chronist Gunther von Pairis berichtet hat. Jedoch ist es nicht möglich, ein Stück aus dem Maastrichter Schatz mit einem der von Gunther genauer beschriebenen Stücke zu identifizieren; Gunther hatte die Reliquien wohl auch nicht alle selbst gesehen.

### Maria Laach (Schatz der Abtei)
- Reliquie des Wahren Kreuzes, aus der Plünderung von Konstantinopel 1204, von Heinrich von Ulmen ins Rheinland gebracht und der Abtei Maria Laach gestiftet.[34] Bei der Auflösung des Klosters 1802 wurde die Kreuzreliquie in Stücken an die einzelnen Patres verteilt. Eines dieser Stücke wurde bei Neugründung der Abtei 1893 an diese zurückgeschenkt. Der Künstlermönch Radbod Commandeur fertigte für diesen Schatz in den 1930er Jahren einen Flügelaltar im byzantinisierenden Stil, in dem die Kreuzreliquie seitdem ausgestellt ist.[39]

### Namur (Schatz der Kathedrale)
- Dornenkronenreliquiar, 1207 angefertigt zur Aufnahme kostbarer Reliquienpartikel, die der flandrische Graf Heinrich, nunmehr lateinischer Kaiser, seiner Kathedrale aus Konstantinopel übersandt hatte.[40]

### Paris (Schatz von Notre-Dame)
- Reliquie der Dornenkrone Christi. Diese Christusreliquie war 1063 von Jerusalem nach Konstantinopel überführt worden, wo sie in der Pharos-Palastkapelle aufbewahrt wurde und mit anderen Schätzen nach 1204 von den lateinischen Kaisern von Konstantinopel beansprucht wurde. Kaiser Baudouin II. hatte sie aber aus Geldmangel verpfändet; als Gläubiger fungierte der Venezianer Nicolas Quirino. Die Dornenkrone war mit 13.134 Goldhyperperen (etwa 10.000 livres tournois) beliehen und wurde in einer von den Venezianern verwalteten Kirche zu Konstantinopel aufbewahrt.[41] Da Balduin II. seine Schulden nicht zurückzahlen konnte, glaubten die Venezianer sich schon im Besitz der Reliquie, als Ludwig IX. von Frankreich Interesse für das Objekt zeigte. Er erwarb die Dornenkrone für 135.000 livres tournois. Unter besonderen Sicherheitsvorkehrungen reiste die Reliquie von Konstantinopel über Venedig nach Paris, wo sie 1239 eintraf. Die Kirche Sainte-Chapelle wurde konzipiert als großer Reliquienschrein für diese Christusreliquie. Während der Revolution wurde die Dornenkrone in der Nationalbibliothek untergebracht, seitdem im Schatz der Kathedrale Notre-Dame.

### Paris (Louvre)

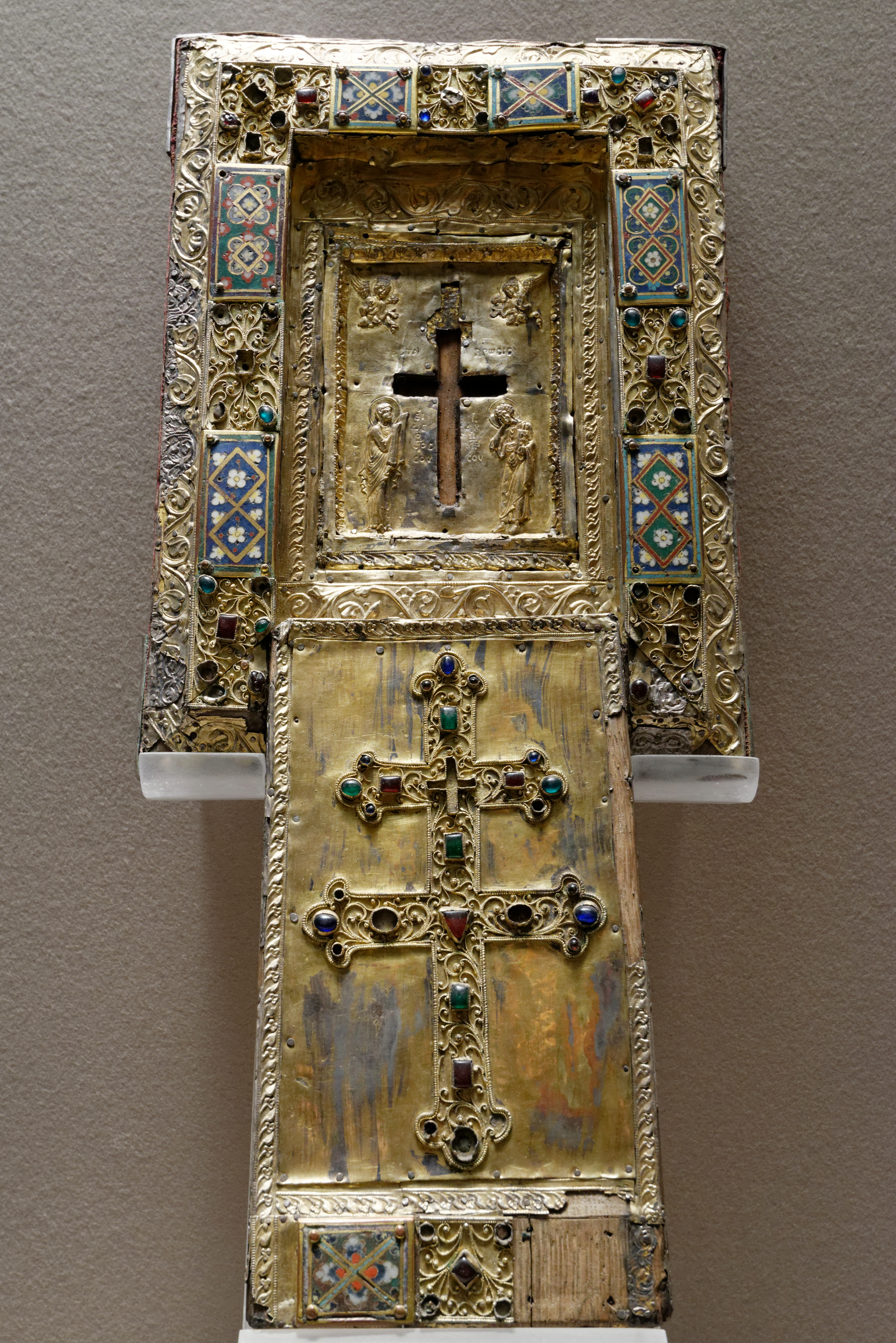
Reliquar des Wahren Kreuzes (Louvre)

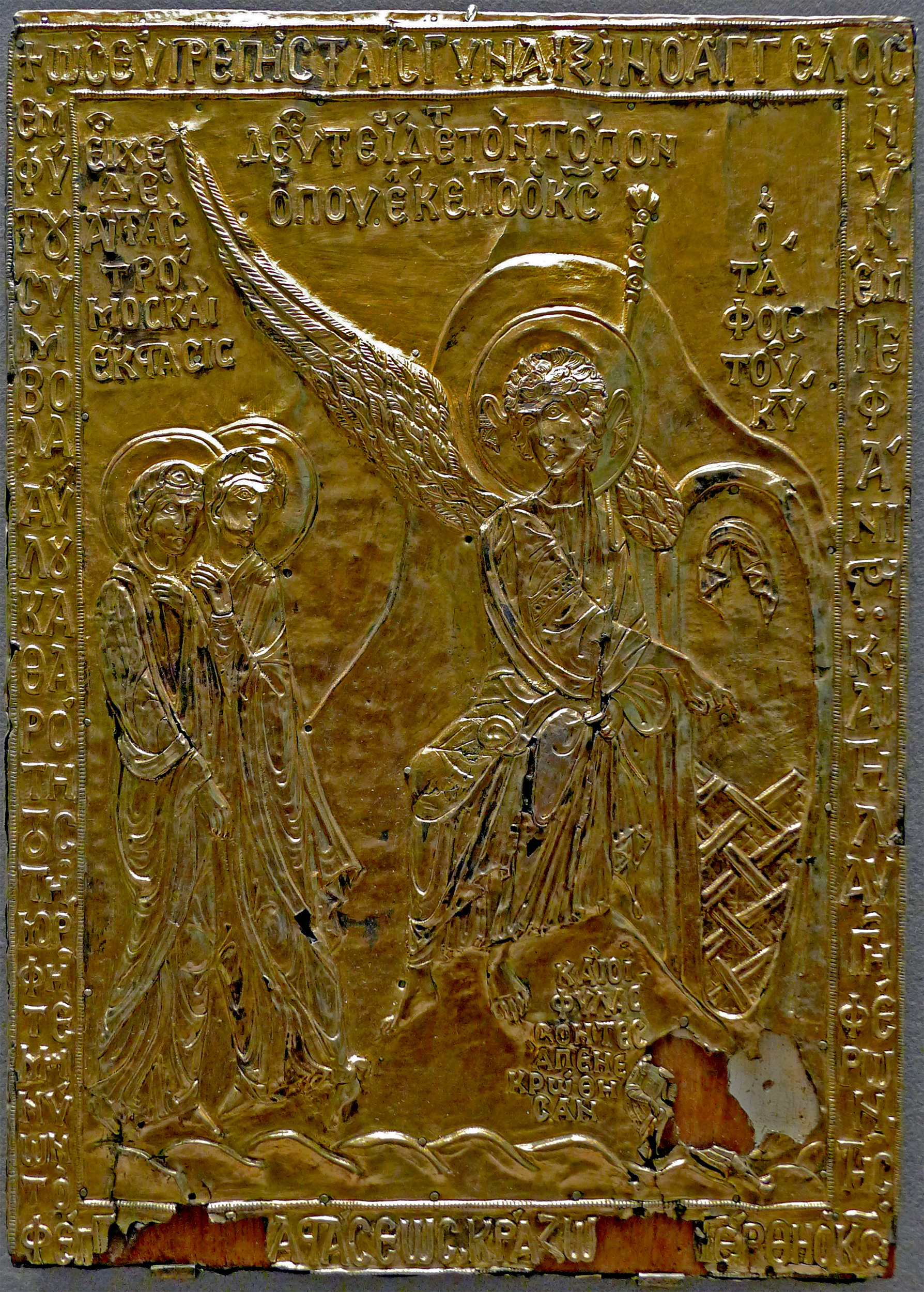
Reliquiar des Steins vom Grab Christi (Louvre)

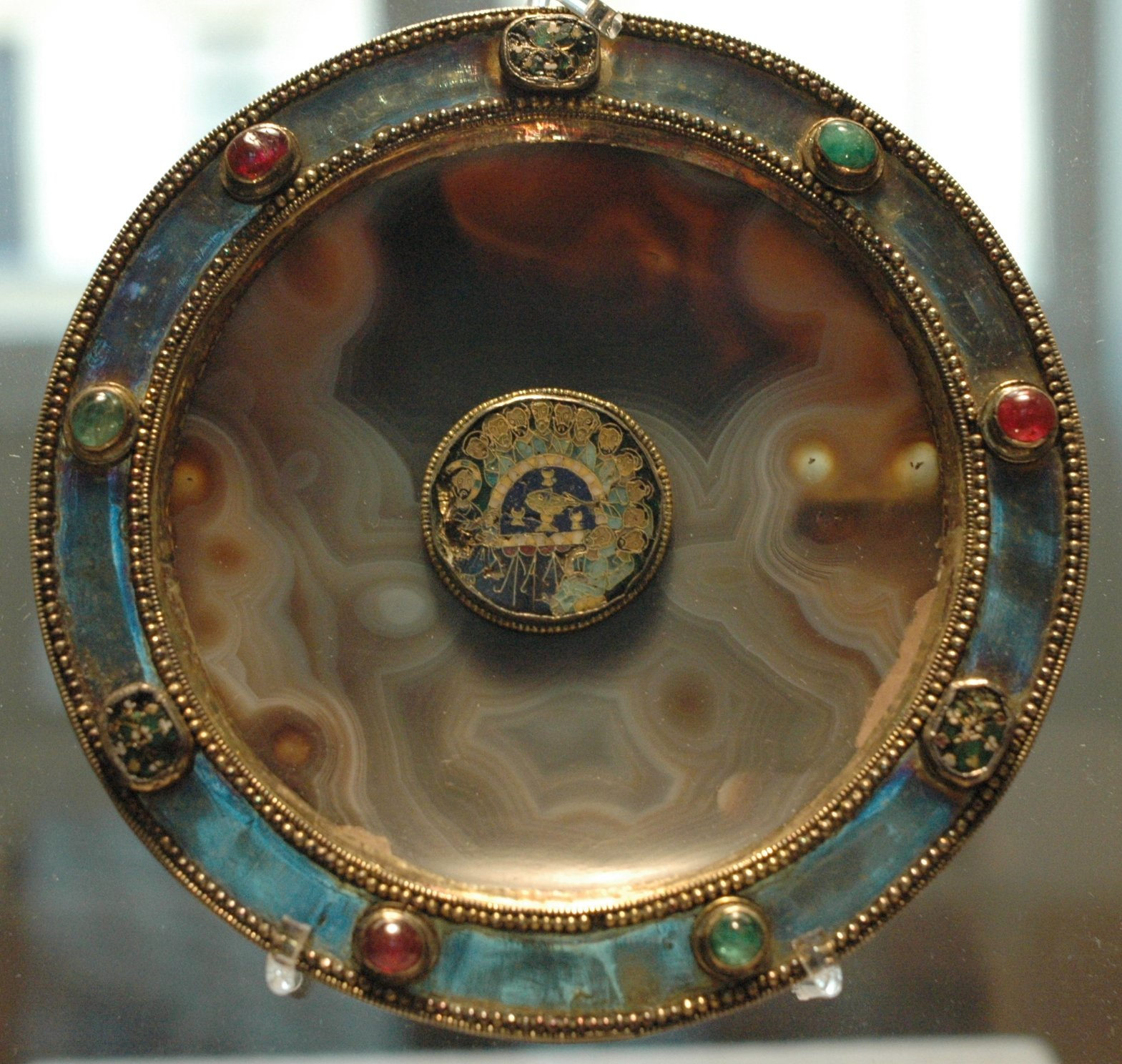
Patene aus Sardonyx (Louvre)

- Reliquiar des Wahren Kreuzes: Die Hauptplatte, worin das Holzstück eingesetzt ist, (Silber vergoldet mit einer Kreuzigungsdarstellung) entstammt einer konstantinopolitanischen Werkstatt des 11. Jahrhunderts; das umschließende Kästchen ist die Arbeit einer Goldschmiedewerkstatt des Rhein-Maas-Gebiets aus dem frühen 13. Jahrhundert, die byzantinische Vorbilder nachzuahmen versuchte.[42]
- Reliquiar des Steins vom Grab Christi, aus dem Schatz der Sainte-Chapelle in Paris. Es wurde von Ludwig IX. aus dem Beutegut von Konstantinopel erworben (Silber vergoldet, Höhe 42,6 cm).
- Patene. Aus Sardonyx, in der Mitte ein Medaillon (Email, Cloisonné) mit einer Darstellung des Letzten Abendmahls (Durchmesser insgesamt 12,6 cm). Kreuzfahrer haben diese Schale aus einer Kirche oder einem Palast in Konstantinopel geraubt. Aus dem Schatz des Marquis de Pidal für den Louvre erworben, wahrscheinlich aus einem spanischen Dominikanerkloster.[43]
- Christusikone aus Lapislazuli (Höhe mit Goldrahmen 10 cm, ohne Rahmen 6,4 cm) aus dem Schatz der Abtei Saint-Denis. Auf der Rückseite ist eine Maria Orans abgebildet. Die Bezeichnung Ikone ist ungenau, weil die daran befestigte Öse zeigt, dass es sich um ein Enkolpion gehandelt hat. Aufgrund des kostbaren Materials und der eleganten Ausführung geht man von einer konstantinopolitanischen Werkstatt des frühen 12. Jahrhunderts aus. Falls es sich nicht um ein Diplomatengeschenk handelt, wohl Beutegut von 1204.[44]

### Trier (Schatz der Abtei St. Matthias)
- Reliquie des Wahren Kreuzes, aus der Plünderung von Konstantinopel 1204, von Heinrich von Ulmen ins Rheinland gebracht und der Benediktinerabtei St. Matthias gestiftet. Für diesen Schatz wurde vor Ort eine Staurothek nach byzantinischem Vorbild angefertigt.[34][45]

### Troyes (Schatz der Kathedrale)

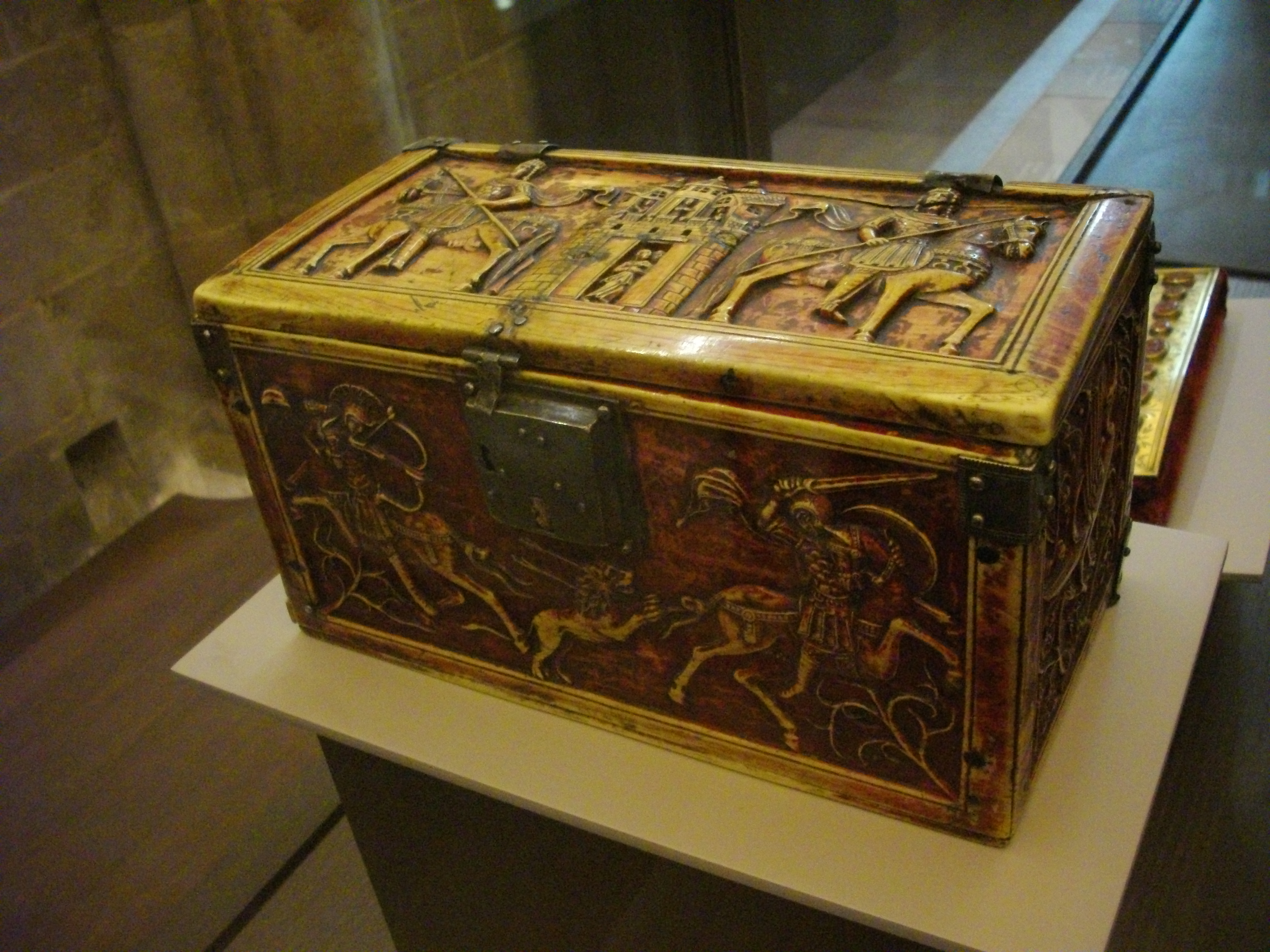
Elfenbeinkästchen mit Löwenjagd (Troyes, Schatz der Kathedrale)

Ein zwischen 1240 und 1250 entstandenes Glasfenster im Hochchor der Kathedrale Saint-Pierre et Saint-Paul stellt die Überführung von Reliquien aus Konstantinopel nach Troyes dar.
- Elfenbeinkästchen mit Darstellung einer Löwenjagd. Da diese Jagdform ein kaiserliches Privileg war, stammt das Kästchen vermutlich aus dem Kaiserpalast. Der Überlieferung zufolge wurde dieses Kästchen 1204 von dem Archidiakon Hugo, einem Kaplan des Bischofs Gascuin von Troyes, aus Konstantinopel mitgebracht.[47] Alternativ wird auch Jean Langlois, Kaplan des Bischofs Garnier de Traisnel genannt.[48]

### Vatikan (Schatz von Sankt Peter)

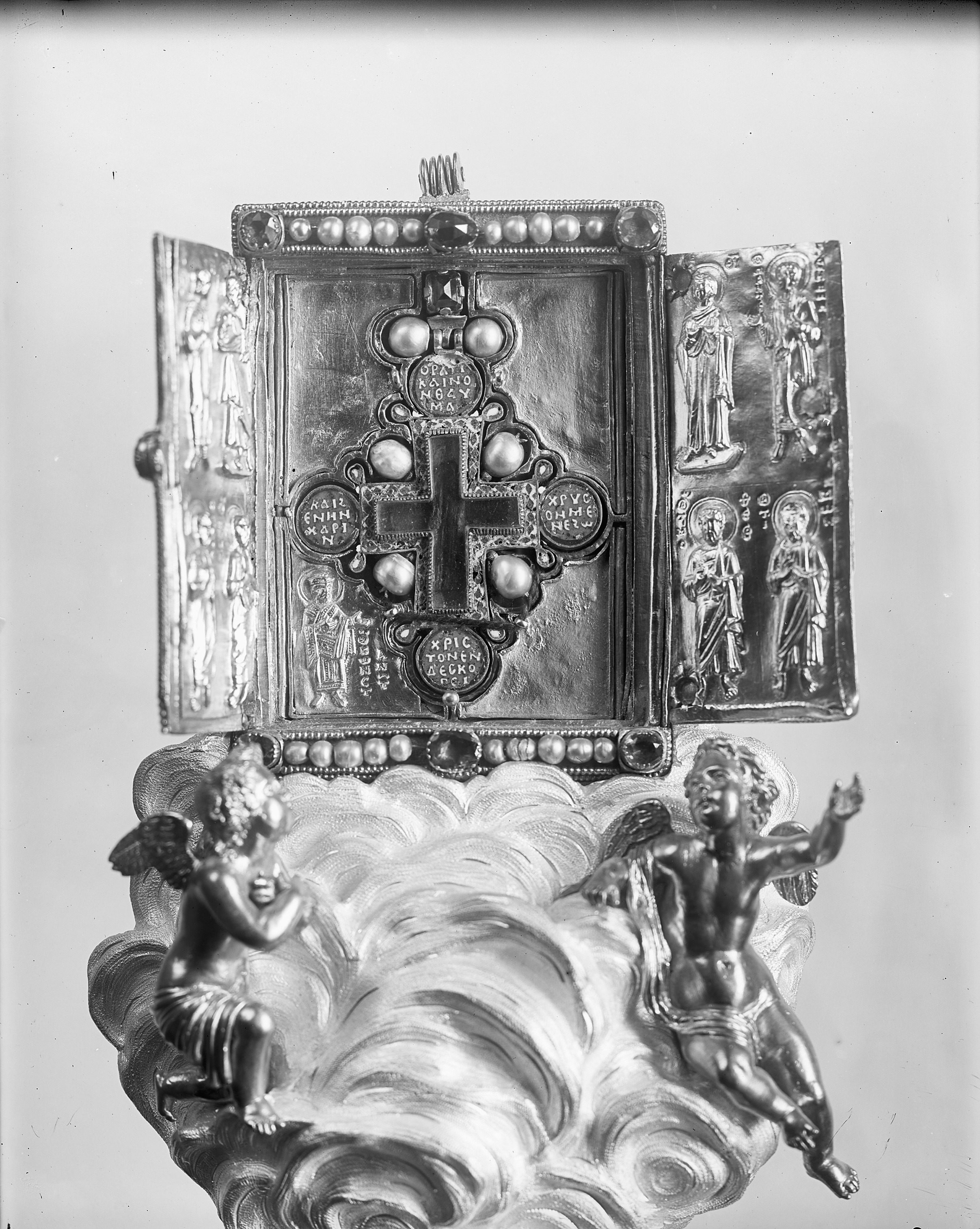
Konstantinskreuz, 1204 bis 1837 im Schatz der Liebfrauenkirche Maastricht (Vatikan)

- Kleine Staurothek in Kreuzform, sogenanntes Patriarchenkreuz, aus Konstantinopel nach Maastricht verbracht, bis 1837 im Schatz der Liebfrauenkirche zu Maastricht.[36]
- Sogenanntes Konstantinskreuz, von etwa 1204 bis 1837 im Schatz der Liebfrauenkirche zu Maastricht.

### Wien (Kaiserliche Schatzkammer)

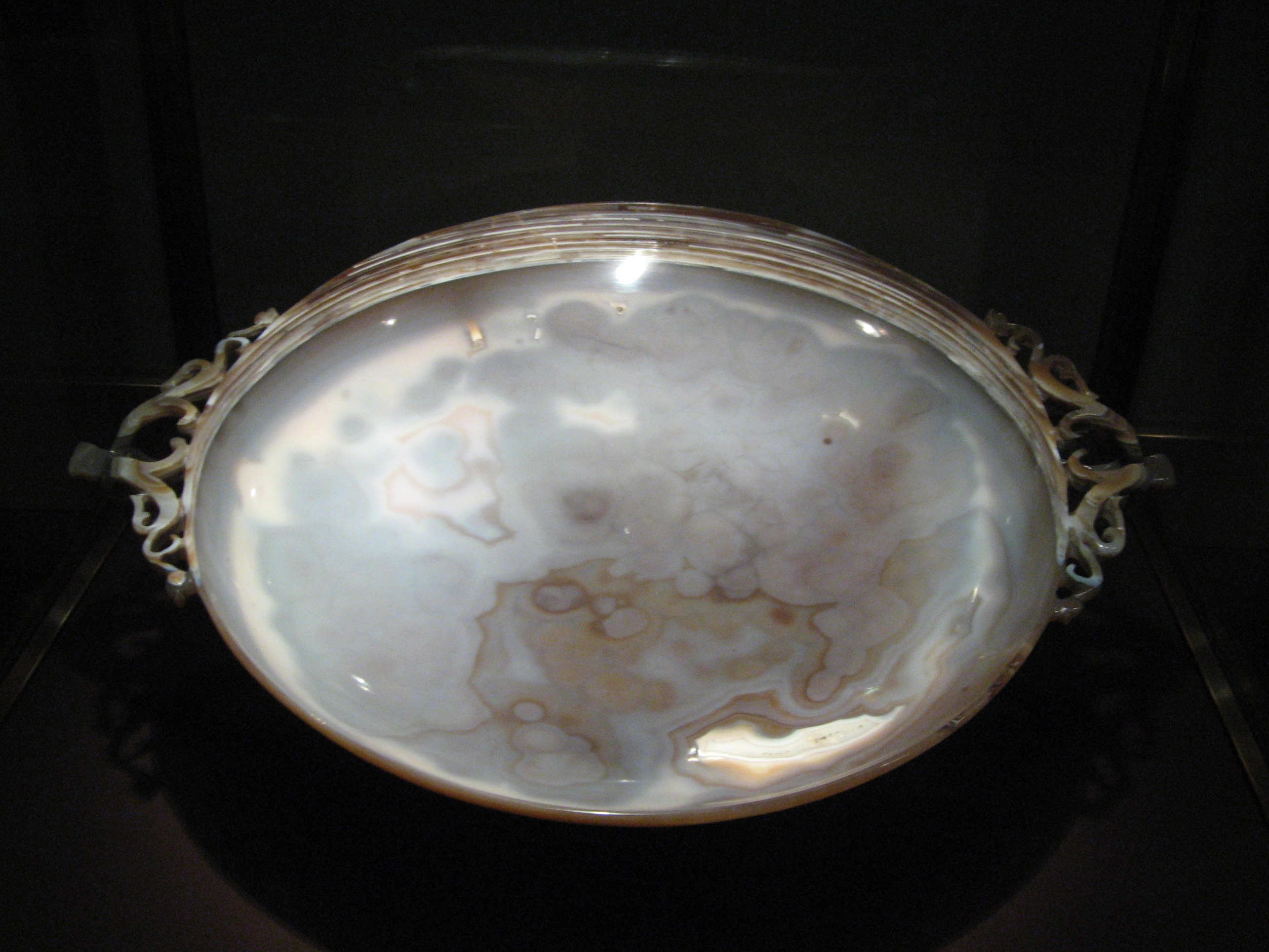
Achatschale (Wien)

- Achatschale, aus einem einzigen Achatblock geschnitten; mit einem Durchmesser von 58 cm die größte erhaltene (spät)antike Steinschneiderarbeit. Wahrscheinlich 1204 bei der Plünderung Konstantinopels erbeutet; 1564 zum „unveräußerlichen Erbstück des Hauses Österreich“ erklärt, da mit dem Heiligen Gral identifiziert – aufgrund des Naturphänomens, dass bei bestimmtem Lichteinfall die Buchstaben XRISTO in der Zeichnung des Achats entdeckt werden können.[49]

## Rückerstattung

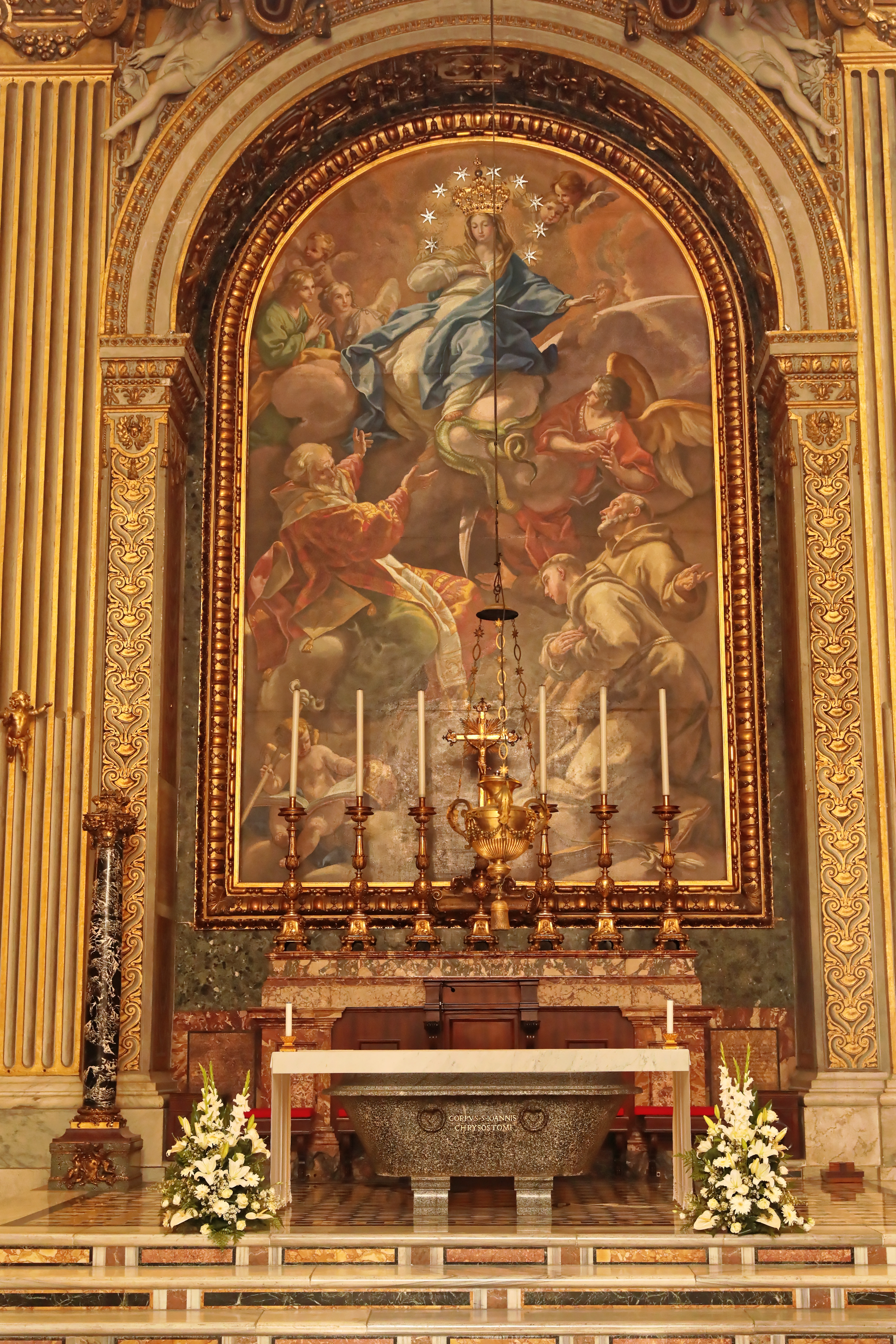
Sarkophag für die Gebeine des Kirchenlehrers Johannes Chrysostomus unter dem Altar der Chorkapelle (Petersdom)

- Gebeine der beiden Kirchenlehrer Johannes Chrysostomus und Gregor von Nazianz. Sie befanden sich bis 1204 in der Apostelkirche zu Konstantinopel und wurden nach 1204 in den Jahren der Lateinerherrschaft nach Alt St. Peter in Rom überführt, allerdings heimlich, wohl um die Bevölkerung Konstantinopels nicht zu erbittern.[50] Sie ruhten sodann in der Chorkapelle des Petersdoms, bis Papst Johannes Paul II. einen Teil derselben am 24. November 2004 an den Ökumenischen Patriarchen von Konstantinopel, Bartholomaios I., zurückgab.[51]